# Алексей Петрович
Царевич Алексе́й Петро́вич (Алексе́й Петро́вич Рома́нов; 18 [28] февраля 1690, Преображенское — 26 июня [7 июля] 1718, Санкт-Петербург) — наследник российского престола, старший сын Петра I и его первой жены Евдокии Лопухиной, отец российского императора Петра II, единокровный брат императрицы Елизаветы Петровны и дядя императора Петра III.

## Биография
Алексей Петрович родился 18 (28) февраля 1690 года в Преображенском.
Крещён 23 февраля (5 марта) 1690 года, восприемники — патриарх Иоаким и царевна Татьяна Михайловна. Тезоименитство 17 марта, небесный покровитель — Алексий, человек Божий. Был назван в честь деда, царя Алексея Михайловича.

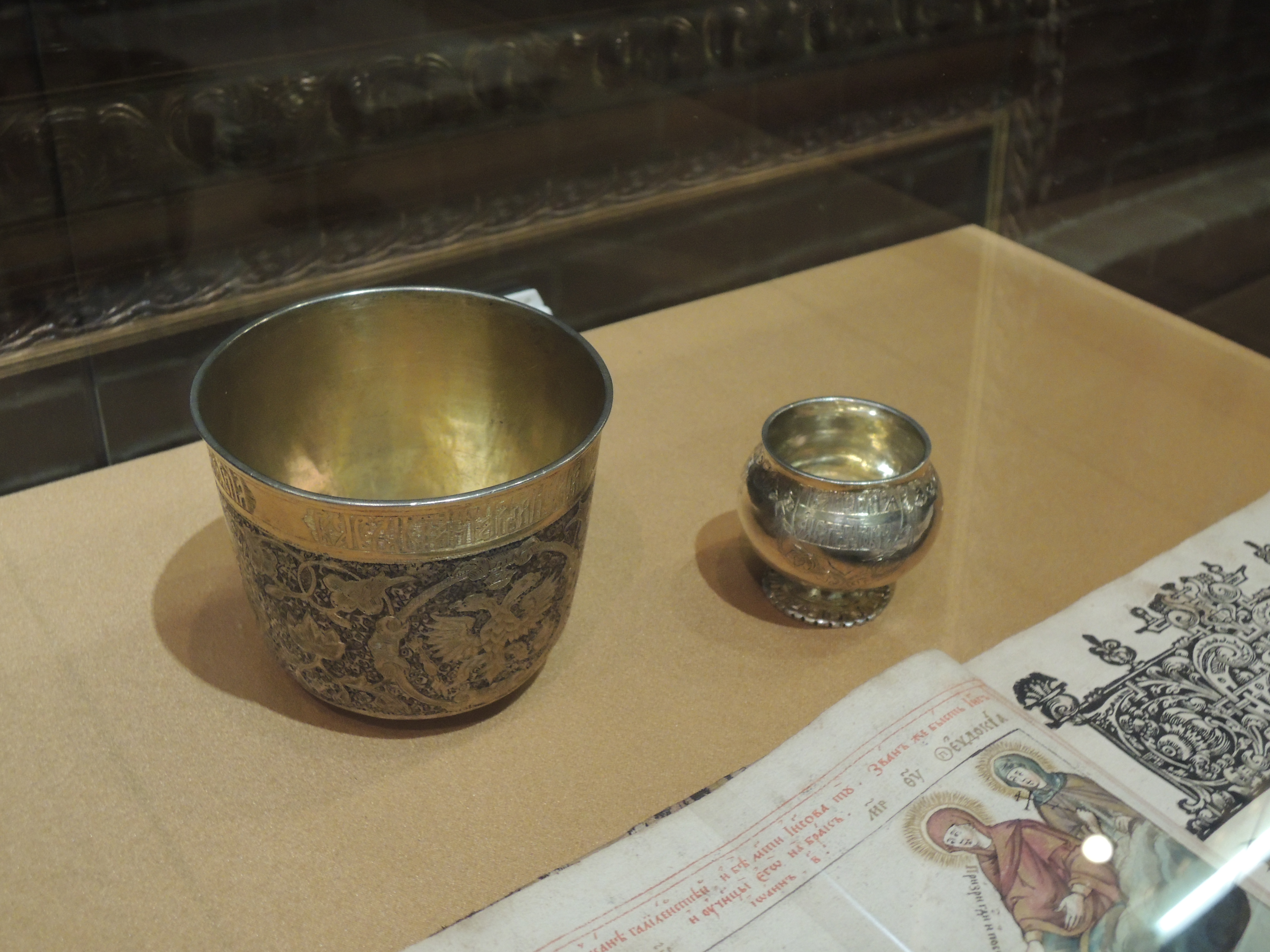
Стакан царевича Алексея Петровича (XVII век). Братина детская царевича Алексея Петровича, (1690, ГИМ)

В первые годы жил на попечении своей бабушки Натальи Кирилловны. С шести лет стал учиться грамоте, немецкому и французскому языкам, истории, географии и арифметике у царского дьяка Никифора Вяземского, человека весьма простого и доброго, которого юный царевич иногда даже поколачивал. Равным образом царевич драл иногда и «честную браду своего радетеля» духовника Якова Игнатьева.
После заточения в монастырь в 1698 году своей матери передан под опеку своей тётки Натальи Алексеевны и перевезён к ней в Преображенский дворец. В 1699 году Пётр I вспомнил про сына и хотел отправить его вместе с генералом Карловичем учиться в Дрезден. Однако из-за смерти генерала в качестве наставника был приглашён саксонец Нейгебауэр из Лейпцигского университета. Он не сумел привязать к себе царевича и в 1702 г. потерял должность.

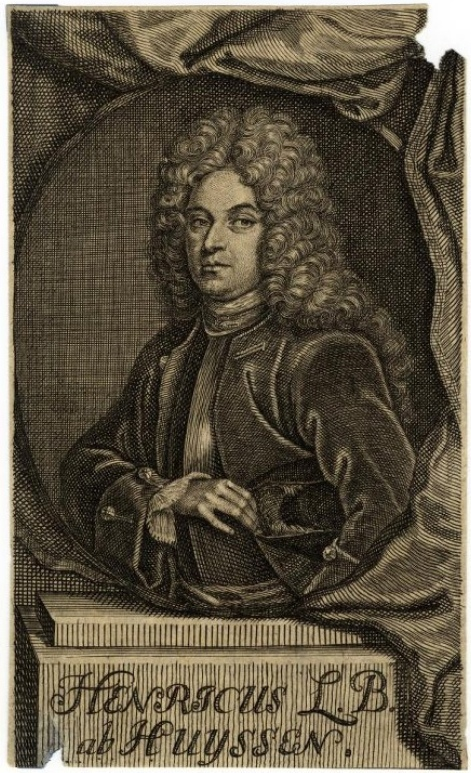
Портрет Гюйсcена нач. XVIII

В следующем году место воспитателя занял барон Гюйссен. В 1708 году Н. Вяземский доносил, что царевич занимается языками немецким и французским, изучает «четыре части цифири», твердит склонения и падежи, пишет атлас и читает историю. Продолжая до 1709 года жить далеко от отца, в Преображенском, царевич находился в окружении лиц, которые, по его собственным словам, приучали его «ханжить и конверсацию иметь с попами и чернцами и к ним часто ездить и подпивать». Тогда же в момент продвижения шведов в глубь континента Пётр поручает сыну следить за подготовкой рекрутов и строительством укреплений в Москве, однако результатом работы сына остаётся недоволен — особенно царя разозлило, что во время работ царевич ездил в Суздальский монастырь, где находилась в ссылке его мать.
В 1707 году Гюйссен предложил в супруги Алексею Петровичу 13-летнюю на тот момент принцессу Шарлотту Вольфенбюттельскую, сестру будущей австрийской императрицы. В 1709 году в сопровождении Александра Головкина и князя Юрия Трубецкого ездил в Дрезден с целью обучения немецкому и французскому языкам, геометрии, фортификации и «политическим делам». В Шлакенверте весной 1710 года увиделся со своей невестой, а через год, 11 апреля, подписан был контракт о бракосочетании. Свадьба была пышно отпразднована 14 октября 1711 года в Торгау. В 1714 году Алексей Петрович с разрешения Петра I ездил за границу, где лечился в Карлсбаде от чахотки.

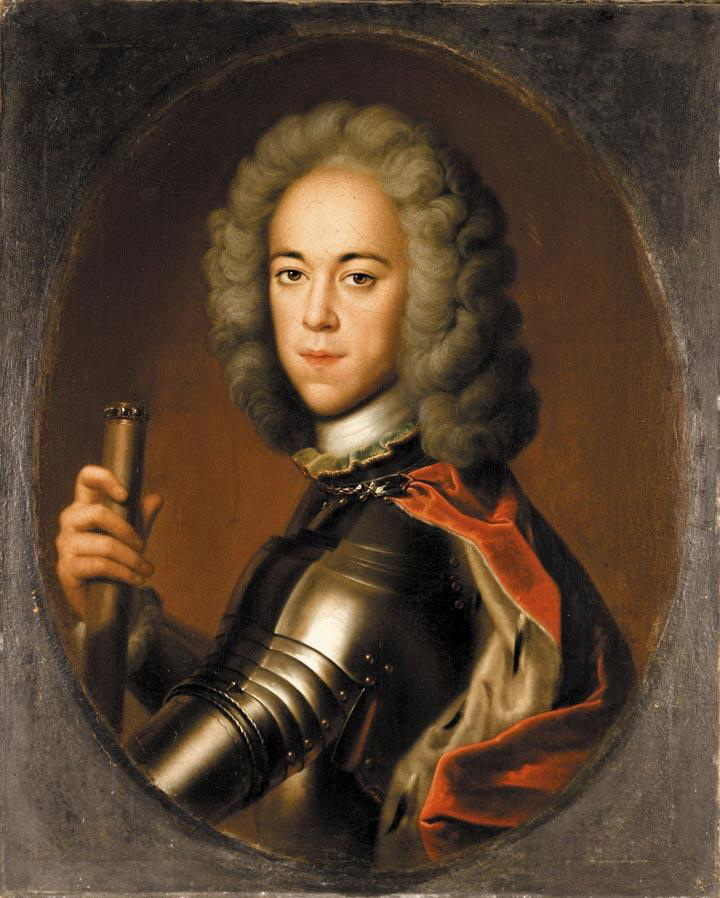
Франке Кристоф Бернард. Портрет царевича Алексея Петровича

В браке у царевича родились дети — Наталья (21 июля (1 августа) 1714 — 22 ноября (3 декабря) 1728) и Пётр (12 (23) октября 1715 — 19 (30) января 1730), впоследствии император Пётр II. Вскоре после рождения сына Шарлотта скончалась, и царевич выбрал себе из крепостных Вяземского 15-летнюю возлюбленную, именем Ефросинья, с которой позднее уехал в Европу, переодев её в одежду мальчика-пажа.

### Бегство за границу
Рождение сына и смерть жены Алексея совпали с рождением долгожданного сына у самого Петра Великого и его жены Екатерины — царевича Петра Петровича. Это пошатнуло положение Алексея — он больше не представлял для отца интереса даже как вынужденный наследник. В день похорон Шарлотты Пётр передал сыну письмо, в котором отчитал за то, что тот «не выказывает склонности государственным делам», и убеждал исправиться, в противном случае грозясь не только отстранить его от наследования, но то и похуже: «ежели жени, то известен будь, что я весьма тебя наследства лишу яко уд гангренный, и не мни себе, что я сие только в устрастку пишу — воистину исполню, ибо за Моё Отечество и люд живота своего не жалел и не жалею, то како могу Тебя непотребного пожалеть». В 1716 году в результате конфликта с отцом, который требовал от него скорей определиться в вопросе о постриге, Алексей с помощью начальника Санкт-Петербургского адмиралтейства Кикина, подавшего царевичу идею принять монашество, выехал в Польшу. Официально Алексей заявил, что хочет навестить отца в Копенгагене, но из Гданьска тайно бежал в Вену и вёл там сепаратные переговоры с европейскими правителями, включая родственника своей умершей жены австрийского императора Карла VI. Для сохранения секретности австрийцы переправили Алексея в тирольский замок Эренберг. Алексей планировал дождаться на территории Священной Римской империи смерти Петра, который в этот период тяжело болел, и стать русским царём, опираясь на помощь австрийцев.
Согласно его показаниям на следствии, он был готов ради захвата власти опереться на австрийскую армию. В свою очередь, австрийцы планировали использовать Алексея как свою марионетку в интервенции против России, но отказались от своего намерения, посчитав такое предприятие слишком опасным.

Для нас не является невозможным добиться определённых успехов в землях самого царя, то есть поддерживать любые восстания, но нам в действительности известно, что этот царевич не имеет ни достаточной храбрости, ни достаточного ума, чтобы извлечь какую-либо реальную выгоду или пользу из этих [восстаний]— из меморандума вице-канцлера графа Шёнборна императору Карлу

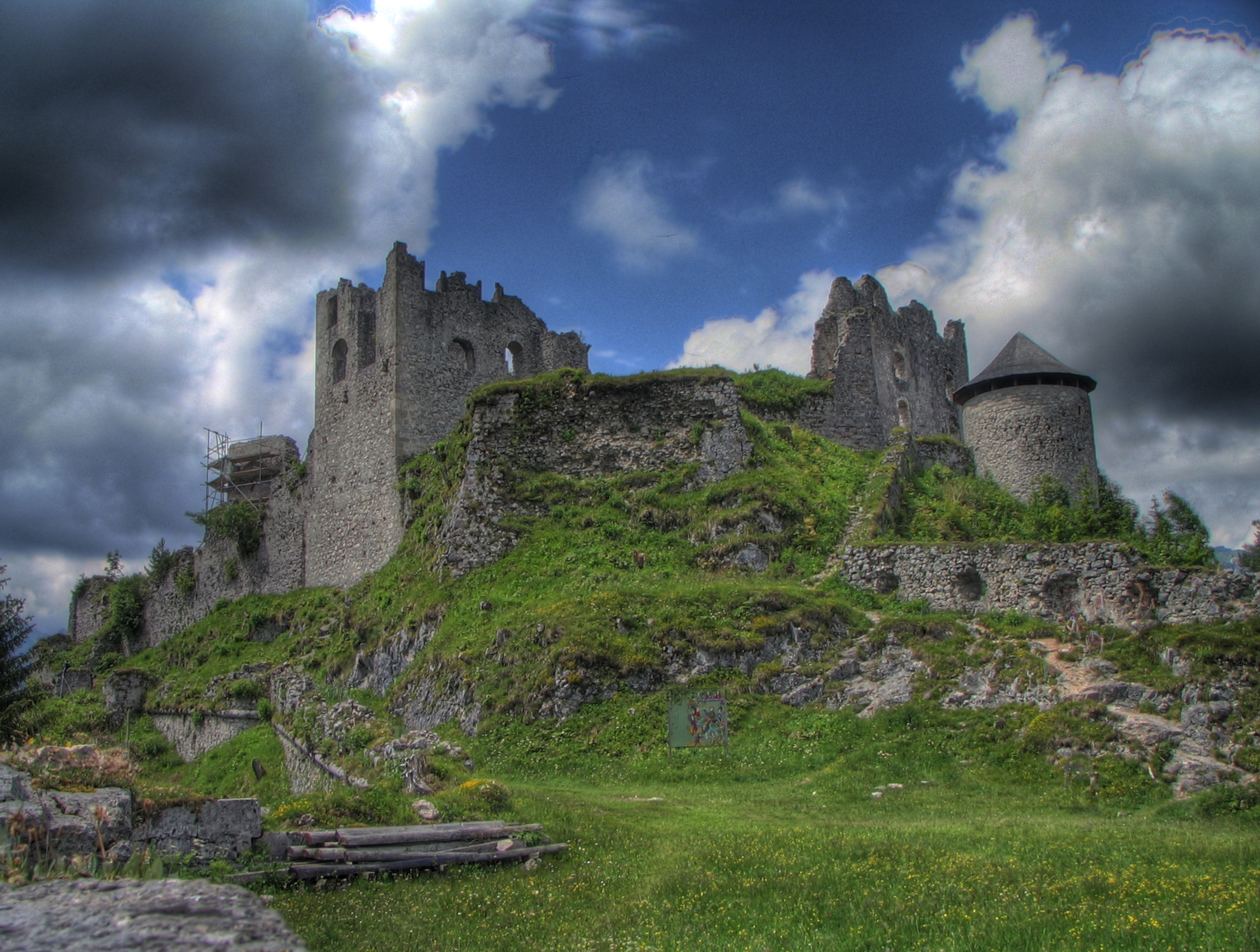
Руины замка Эренберг, в котором Алексей прятался от царских агентов

Поиски царевича долгое время не приносили успеха, возможно, по той причине, что заодно с Кикиным был А. П. Веселовский, русский посол при венском дворе, которому Пётр I поручал найти Алексея. Наконец русская разведка выследила местоположение Алексея в замке Эренберг в Тироле, и от императора потребовали выдачи царевича России. 6 мая 1717 года Алексей перебрался в неаполитанский замок Сант-Эльмо, своего рода неаполитанский «кругозор» c панорамным видом на Неаполь, залив и вулкан Везувий. Здесь застали его посланные Петром Пётр Толстой и Александр Румянцев. Император Священной Римской империи отказался выдать Алексея, но разрешил допустить к нему П. Толстого. Последний предъявил Алексею письмо Петра, где царевичу гарантировалось прощение любой вины в случае немедленного возвращения в Россию.

Буде же побоишься меня, то я тебя обнадёживаю и обещаюсь Богом и судом Его, что никакого наказания тебе не будет, но лучшую любовь покажу тебе, ежели воли моей послушаешь и возвратишься. Буде же сего не учинишь, то, … яко государь твой, за изменника объявляю и не оставлю всех способов тебе, яко изменнику и ругателю отцову, учинить, в чём Бог мне поможет в моей истине.— из письма Петра Алексею
Письмо, однако, не смогло заставить Алексея вернуться. Тогда Толстой подкупил австрийского чиновника, чтобы тот «по секрету» сообщил царевичу, что его выдача в Россию — вопрос решённый.

А потом увещал я секретаря вицероева, который во всех пересылках был употреблён и человек гораздо умён, чтоб он, будто за секрет, царевичу сказал все вышеписанные слова, которые я вицерою советовал царевичу объявить, и дал тому секретарю 160 золотых червонных, обещая ему наградить вперёд, что оный секретарь и учинил— из донесения Толстого
Это убедило Алексея, что расчёты на помощь Австрии ненадёжны. Решив, что помощи от Карла VI он не получит, и страшась возвращения в Россию, Алексей через французского офицера Дюре тайно обратился с письмом к шведскому правительству с просьбой о помощи. Однако данный шведами ответ (шведы обязались предоставить Алексею армию для возведения его на престол) запоздал, и П. Толстой сумел угрозами и посулами 14 октября добиться от Алексея согласия на возвращение в Россию до того, как он получил послание от шведов.

### Дело царевича Алексея
После возвращения за тайное бегство и деятельность во время пребывания за границей Алексей был лишён права на престолонаследие (манифест 3 (14) февраля 1718 года), причём он сам дал торжественную клятву об отказе от престола в пользу брата Петра Петровича в Успенском соборе Кремля в присутствии отца, высшего духовенства и высших сановников. При этом ему было объявлено прощение на условии признания всех совершённых проступков («Понеже вчерась прощение получил на том, дабы все обстоятельства донести своего побегу и прочего тому подобного; а ежели что утаено будет, то лишён будешь живота;… ежели что укроешь и потом явно будет, на меня не пеняй: понеже вчерась пред всем народом объявлено, что за сие пардон не в пардон»). Уже на следующий день после церемонии отречения началось следствие, порученное Тайной канцелярии и возглавленное графом Толстым. Алексей в своих показаниях постарался изобразить себя жертвой своего окружения и перевести на своих приближённых всю вину. Лица, его окружавшие, были казнены, но это не помогло Алексею — его любовница Ефросинья дала исчерпывающие показания, изобличившие Алексея во лжи. Были выяснены попытки Алексея связаться с шведским королём Карлом XII во время идущей войны между Россией и Швецией. На очной ставке Алексей подтвердил показания Ефросиньи, хотя ничего не сказал о каких-либо реальных или мнимых связях со шведами. Хотя пытки на этом этапе следствия не применялись, Ефросинья могла быть подкуплена, а Алексей мог давать ложные показания из страха применения пыток. Однако в тех случаях, когда показания Ефросиньи можно проверить из независимых источников, они подтверждаются, например, Ефросинья сообщила о письмах, которые Алексей писал в Россию, готовя почву для прихода к власти — одно такое письмо (неотправленное) было найдено в архиве Вены.

### Смерть

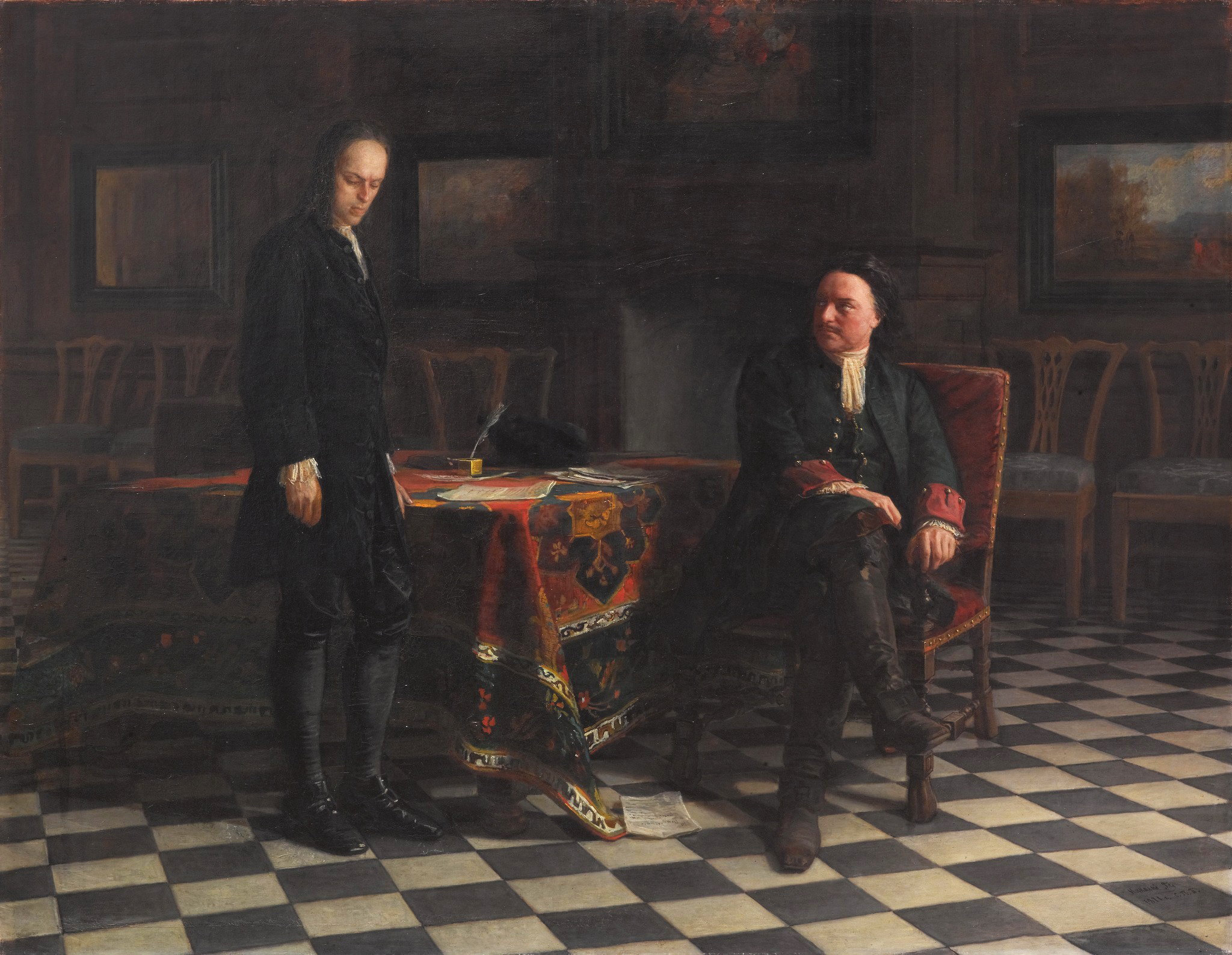
«Пётр I допрашивает царевича Алексея Петровича в Петергофе». Николай Ге, 1871

На основании всплывших фактов царевич был предан суду и 24 июня (5 июля) 1718 года осуждён на смерть как изменник. Связи Алексея со шведами остались недоказанными суду, а обвинительный приговор был вынесен на основании других эпизодов, которые по действовавшим в тот период законам карались смертью — при этом окончательное решение об утверждении приговора и выборе способа наказания члены суда оставляли за царём, о чём свидетельствует текст самого документа. Царевич умер в Петропавловской крепости 26 июня (7 июля) 1718 года, согласно официальной версии, «от удара». В XIX веке Николай Устрялов обнаружил документы, согласно которым, царевича незадолго до смерти, уже после вынесения приговора, пытали, и эта пытка могла стать непосредственной причиной его смерти. Согласно записям канцелярии, Алексей умер 26 июня. Пётр I опубликовал официальное извещение, где говорилось, что, выслушав смертный приговор, царевич пришёл в ужас, потребовал к себе отца, просил у него прощения и скончался по-христиански, в полном раскаянии от содеянного.
Существуют показания, согласно которым Алексей был тайно убит в тюремной камере по приказу Петра, но они сильно противоречат друг другу в деталях. Опубликованное в XIX веке при участии Михаила Семевского «письмо Румянцева Титову» (по другим данным — Татищеву) с описанием убийства Алексея является доказанной подделкой; оно содержит ряд фактических ошибок и анахронизмов, на что указывал ещё Устрялов, а также близко к тексту пересказывает ещё не вышедшие тогда официальные публикации о деле Алексея.
После того как по личному приказу Петра Анна Крамер подготовила тело царевича Алексея к погребению, он был похоронен в соборе Петропавловской крепости в присутствии отца. Посмертная реабилитация Алексея, изъятие из обращения осуждающих его манифестов и направленной на оправдание действий Петра «Правды воли монаршей» Феофана Прокоповича произошли во время царствования его сына Петра II (с 1727).

## В культуре

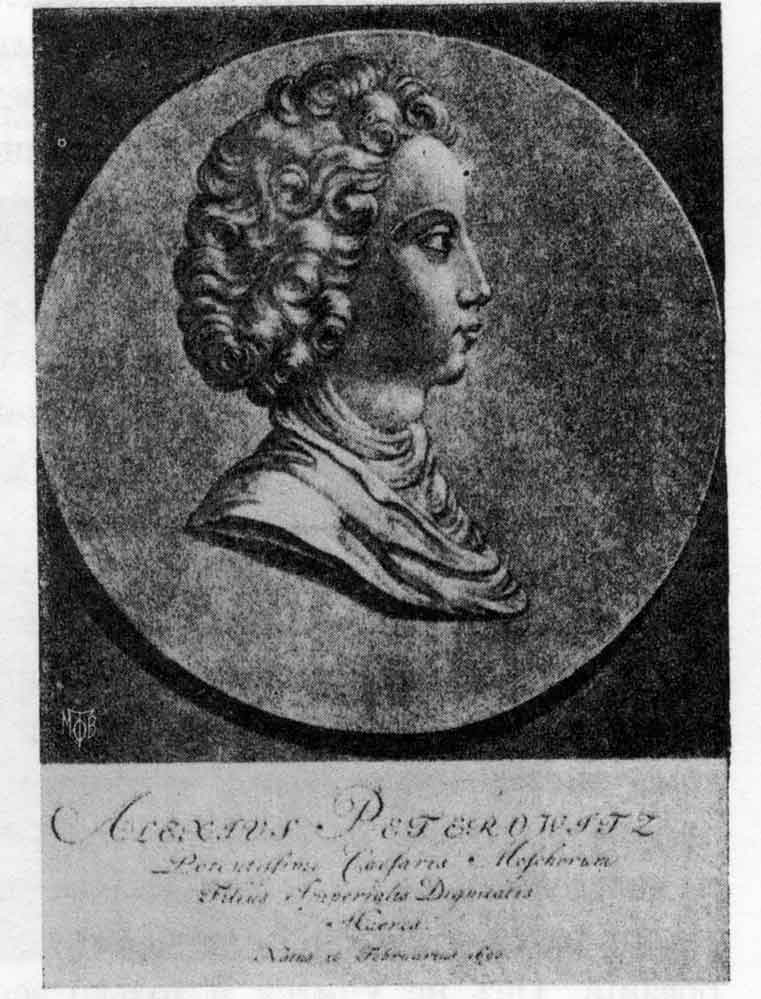
На гравюре 1703 года

### В литературе
Личность царевича привлекла внимание писателей и поэтов (начиная с Вольтера и Пушкина), а в XIX в. и многих историков.
- Д. Л. Мордовцев — роман «Тень Ирода. Идеалисты и реалисты» (1876).
- Д. С. Мережковский — роман «Антихрист. Пётр и Алексей» (1904—1905).
- А. Н. Толстой, «Пётр Первый» — наиболее известный роман о жизни Петра I, издан в 1945 году (Алексей показан малолетним).
- Ярослав Смеляков — стихотворение «Петр и Алексей» (1945—1949).
- А. М. Волков — роман «Два брата» (1950).
- Ю. И. Фёдоров — роман «Да не прощён будет» (1983).
- В. С. Пикуль — историческая миниатюра «Ястреб гнезда Петрова».
- А. М. Родионов — роман «Князь-раб» (2006).

### В искусстве
Алексей изображён на известной картине Н. Н. Ге «Пётр допрашивает царевича Алексея в Петергофе» (1871).

### Кинематограф
- В художественном фильме Владимира Петрова «Пётр Первый» (1937) роль царевича с высоким драматическим мастерством сыграл Николай Черкасов. Здесь образ Алексея Петровича истолкован в духе официальной историографии как образ ставленника отживших сил внутри страны и враждебных зарубежных держав, врага петровских реформ и имперской мощи России.
- В художественном фильме Виталия Мельникова «Царевич Алексей» (1997) Алексей Петрович показан человеком, который стыдится своего венценосного отца и лишь хочет жить обычной жизнью. При этом он, согласно создателям фильма, был тихим и богобоязненным человеком, который не желал смерти Петру I и смены власти в России. Но в результате дворцовых интриг он был оклеветан, за что был замучен своим отцом, а его товарищи были казнены.
- В телесериале «Тайны дворцовых переворотов» царевичу Алексею досталась второстепенная роль в исполнении Алексея Агапова.
- В мини-сериале 1986 года «Пётр Великий» роль царевича Алексея исполнил Борис Плотников. Здесь Алексей также представлен антагонистом и противником своего отца.